# Rayne (Luisiana)
Rayne es una ciudad ubicada en la parroquia de Acadia en el estado estadounidense de Luisiana. En el Censo de 2010 tenía una población de 7953 habitantes y una densidad poblacional de 804,05 personas por km².

## Geografía
Rayne se encuentra ubicada en las coordenadas 30°14′26″N 92°16′2″O / 30.24056, -92.26722. Según la Oficina del Censo de los Estados Unidos, Rayne tiene una superficie total de 9.89 km², de la cual 9.87 km² corresponden a tierra firme y (0.18%) 0.02 km² es agua.

## Demografía
Según el censo de 2010, había 7953 personas residiendo en Rayne. La densidad de población era de 804,05 hab./km². De los 7953 habitantes, Rayne estaba compuesto por el 62.49% blancos, el 35.13% eran afroamericanos, el 0.29% eran amerindios, el 0.18% eran asiáticos, el 0.01% eran isleños del Pacífico, el 0.26% eran de otras razas y el 1.63% pertenecían a dos o más razas. Del total de la población el 1.48% eran hispanos o latinos de cualquier raza.